# 和龙瘤胸蛛
和龙瘤胸蛛（学名：Oedothorax hulongensis）为皿蛛科瘤胸蛛属的动物。在中国大陆，分布于吉林、辽宁、河北、浙江等地，多见于草丛。该物种的模式产地在吉林、辽宁。